# 丁字屋平兵衛
丁字屋 平兵衛（ちょうじや へいべえ）は、江戸時代の貸本問屋・地本問屋・書物問屋。
江戸の書肆で、文渓堂と号した。姓は岡田、明治時代以降は大渓（大谷）の姓を名乗った。1881年（明治14年）頃に廃業した。

## 初代
安永5年（1776年）生まれ。出自や経歴は不明。
文化5年（1808年）に貸本屋世話役となる。所在地は小伝馬町三丁目。文化頃は貸本業を中心に営んでいたが、文政4年（1821年）以降、本格的な出版活動に参入する。これ以降、読本や滑稽本、人情本といった貸本向けの書籍を多数刊行し、後の丁字屋の基礎を築いた。
文政11年（1827年）7月7日、没。

## 二代目
二代目は初代の養子だった佐兵衛（左兵衛）である。
佐兵衛は、江戸の書肆 若林清兵衛のもとで奉公した後、文化10年（1816年）までの間に初代の養子となり、初代の死後に丁字屋を継いだ。実兄の大坂屋半蔵を介して曲亭馬琴と親しくなり、大坂屋の死後は馬琴の作品を数多く手がけた。天保の改革で処罰を受け、さらに天保13年（1842年）6月に『江戸繁昌記』が取り締まりを受けたことで、翌年、大伝馬町二丁目に転居する。
没年未詳。

## 三代目
三代目は、二代目の実子の平吉である。嘉永3年（1850年）までに、二代目から丁字屋を受け継ぎ、三代目となった。没年未詳。

## 刊行した作品
松永瑠成『貸本問屋と貸本文化』に、丁字屋が手がけた全ての作品が一覧化されている。
曲亭馬琴『南総里見八犬伝』『近世説美少年録』、鈴木牧之『北越雪譜』などを刊行した。